# Gunung Pucuk Saiak
Gunung Pucuk Saiak är ett berg i Indonesien.   Det ligger i provinsen Aceh, i den västra delen av landet, 1 600 km nordväst om huvudstaden Jakarta. Toppen på Gunung Pucuk Saiak är 1 207 meter över havet, eller 128 meter över den omgivande terrängen. Bredden vid basen är 2,2 km.
Terrängen runt Gunung Pucuk Saiak är huvudsakligen kuperad, men norrut är den bergig.Runt Gunung Pucuk Saiak är det ganska glesbefolkat, med 43 invånare per kvadratkilometer. I omgivningarna runt Gunung Pucuk Saiak växer i huvudsak städsegrön lövskog.